# آلامیدا (نیومکزیکو)
آلامیدا (به انگلیسی: Alameda) یک منطقهٔ مسکونی در ایالات متحده آمریکا است که در نیومکزیکو واقع شده است. آلامیدا ۱٬۵۲۴٫۹۳ متر بالاتر از سطح دریا قرار دارد.